# 446-os főút (Magyarország)
A 446-ös főút egy rövid, kevesebb, mint hét kilométer hosszú, három számjegyű főút Békés vármegye területén; Békéscsaba belvárosán húzódik végig. Korábban a 44-es főút városon átvezető szakasza volt.

## Nyomvonala
Békéscsaba belterületének nyugati szélén indul, egy körforgalmú csomópontból, amelyen a 44-es és a 47-es főút is áthalad, előbbi néhány lépéssel jár túl a 119. kilométerén. Szarvasi út néven indul, 1,4 kilométer után áthalad egy vasúti felüljárón, majd 2,8 kilométer után egy elágazáshoz ér: a 4457-es út ágazik ki belőle, délebbre fekvő városrészek és a 444-es főút irányába; ugyanott a 446-os északkeleti irányba fordul.
Bő 3 kilométer után egy újabb nagy kereszteződéshez ér: a tovább egyenesen, északkeletnek vezető út innen a 470-es számozást viseli, északnyugatnak a 46 149-es út indul, Mezőmegyer felé, a 446-os pedig délkeletnek folytatódik, Baross utca néven. A 4. kilométere előtt egy szakaszon Kossuth tér a neve, majd újra keletnek fordul, Széchenyi utca néven. Az Élővíz-csatorna áthidalása után már Gyulai út a neve, 4,7 kilométer után pedig beletorkollik északkelet felől a 4239-es út Doboz felől.
5,3 kilométer után még egy lámpás kereszteződése következik: itt a 444-es főút ágazik ki belőle délnyugat felé, Jamina városrész déli része, illetve a Fürjesi- és Kereki tanyák felé. Egy körforgalmú csomópontba beletorkollva ér véget, visszacsatlakozva a 44-es főúthoz, annak 128. kilométere táján. Teljes hossza, az országos közutak térképes nyilvántartását szolgáló kira.gov.hu adatbázisa szerint 6,600 kilométer.

## Története
A békéscsabai északi elkerülő út átadása előtt a 44-es főút városon átvezető szakasza volt.